# Eduard A. Šafařík
Eduard Alexandr Šafařík, vollständig Eduard Alexandr Šafařík-Pštrosz, in Italien Eduard A. Safarik, (* 19. Mai 1928 in Bratislava; † 15. August 2015 in Paterno) war ein tschechoslowakisch-italienischer Kunsthistoriker.

## Leben
Sein Großvater war der Jurist Eduard (Ritter von) Šafařik-Pštrosz (1876–1948), der 1928 ein Buch über den Maler Johann Kupezky veröffentlichte, über den er selbst später forschte. Sein Vater war Ingenieuroffizier mit deutschem Nachnamen, der nach dem Zweiten Weltkrieg den tschechischen Nachnamen seiner Frau annehmen musste.
In den 1950er Jahren war Šafařík Direktor der Gemäldesammlung im Erzbischöflichen Schloss in Kroměříž. Von 1957 bis 1968 arbeitete er an der Nationalgalerie in Prag. Nach dem Prager Frühling verließ er die Tschechoslowakei und ging über Nürnberg nach Rom, wo er zunächst an der Bibliotheca Hertziana und der Galleria Nazionale d’Arte Antica arbeitete. 1971 wurde er Direktor der Galleria Doria Pamphilj und in den 1980er Jahren Direktor der Galleria Colonna.

## Veröffentlichungen (Auswahl)
- L’apoteosi di Romolo di Domenico Maria Canuti in Palazzo Altieri. Finnat Euramerica, Rom 1995.
- The Colonna Collection of Paintings. Inventories 1611–1795. K. G. Saur, München 1996, ISBN 3-598-21693-9.
- Johann Kupezky. 2 Bände, Moravská Galerie, Brünn u. a. 2014, ISBN 978-80-7027-283-1.